# Lucio Calonga
Lucio Calonga (Asunción, Paraguay, 13 de diciembre de 1939, 28 de febrero de 2007) fue un futbolista paraguayo que jugaba de mediocampista. Calonga nació en el barrio de Pinozá, y desde chico, como era común en ese tiempo, se fue a jugar en el club del barrio: Club Guaraní. Parafraseando a la Biblia que “nadie es profeta en su club” y ante la imposibilidad de crecer en Dos Bocas, se mudó al kilómetro 2, donde asienta sus reales el “Kelito” (Club River Plate). 
A raíz de su retiro se radicó en USA. Vivió los últimos años en California
Falleció el 8 de febrero de 2007.

## Trayectoria
Lucio Calonga inició su carrera en 1962 en el River Plate y le cupo integrar el equipo con “Piruca” Sanabria, Julio Romero, “Moncho” Rodríguez”, Arsenio Valdez y Villamayor. Calonga era el “5”, señor de la mediacancha, baluarte impasable, batallador incansable.
Hábil con la pelota en los pies, limpio y leal en cada una de sus intervenciones, su talento fue reconocido y encumbrado a la selección nacional en 1962. El rendimiento de Calonga en el Sudamericano de 1963 fue tan alto que al año siguiente fue transferido al Huracán de Buenos Aires.
En 1965 pasó al Emelec de Ecuador constituyéndose en uno de los mejores de su puesto, en la historia, por lo cual mereció un reconocimiento especial del club “eléctrico” por sus logros deportivos. Con Club Sport Emelec quedó Campeón Nacional en 1965 y campeón Provincial en 1966; además, jugó la Copa Libertadores de América de 1966.
Continuó su carrera deportiva en los Estados Unidos, adonde emigró en 1967, radicándose en Los Angeles, donde en 1968 jugó en “Los Toros” de San Diego. En 1969 regresó al Emelec y en 1970 terminó su carrera en el Everest de Guayaquil.

## Selección nacional
En 1962 intervino en un par de partidos internacionales. Debutó con la Albirroja el 24 de abril de 1962, ante Brasil, en São Paulo, por la Copa Oswaldo Cruz, y luego formó parte del equipo que midió a Bolivia, por la Copa Paz del Chaco, en La Paz.
Fue convocado como titular de la Selección de fútbol de Paraguay que en 1963 ganó el vicecampeonato, en el Campeonato Sudamericano 1963 jugado en Bolivia. Jugó todos los partidos.

### Participaciones internacionales
- Campeonato Sudamericano 1963. Vicecampeón Paraguay

## Clubes
| Club            | País           | Año       |
| --------------- | -------------- | --------- |
| Guaraní         | Paraguay       | 1956-1962 |
| River Plate     | Paraguay       | 1962-1963 |
| Huracán         | Argentina      | 1964      |
| Emelec          | Ecuador        | 1965-1966 |
| San Diego Toros | Estados Unidos | 1967      |
| Emelec          | Ecuador        | 1969      |
| Everest         | Ecuador        | 1970      |
| Pereira         | Colombia       | 1970      |
| Maccabi         | Estados Unidos | 1972      |

## Palmarés

### Campeonatos locales y nacionales
| Título                           | Club   | País    | Año  |
| -------------------------------- | ------ | ------- | ---- |
| Campeonato Ecuatoriano           | Emelec | Ecuador | 1965 |
| Campeonato Provincial del Guayas | Emelec | Ecuador | 1966 |

- Datos: Q16493963